# やきにくくりぷうぴ
『やきにくくりぷうぴ』は、有限会社エイアイアールのTabletブランドから2003年5月16日に発売されたアダルトゲームである。

## あらすじ
主人公は、入院中の父から老舗焼肉店「やきにくくりぷうぴ」の4代目として店の建て直しをまかされ、早速女性従業員たちのハーレムを作るべく、男性従業員をすべて解雇した。次に、主人公は彼女たちの制服をオーダーメイドのミニスカメイド服に変更したが、制服代で店の運転資金を使い果たしてしまう。給与を肉の現物支給に変更された女性従業員たちは怒り、主人公に殴りかかった。
しかも、解雇された男性従業員たちが「やきにくくりぷうぴ」のそばにライバル店「牛牛苑」をたてて、超低価格カルビで主人公たちに挑みかかってきた。

## 登場人物
主人公
村瀬 弥佳（むらせ やよい）
主人公の幼なじみ。
折原 和依（おりはら かずえ）
気弱な性格だが、女性従業員たちの中では一番まともな人物でもある。頭にパトランプのようなものを被っており、その中に父親が入っている。
杉山 未玖（すぎやま みく）
髪をツインテールにした女性従業員。貞操観念がゆるく、金さえ払えばセックスを許してくれる。
三木 銀枝（みき かなえ）
女性従業員。ぼんやりしているが、表情が豊か。
和依の父
普段は娘のかぶり物の中に入っている。人間とはかけ離れた姿をしており、「ぱめらぷぃ」としか話さない。

## 批評
パソコンゲーム誌の編集者である前田尋之の公式サイト「電脳世界のひみつ基地」のライター松田は、シナリオ・グラフィック・音声がよくないとしつつも、それが面白い作品であると評価し、世間で言われているほどひどいものではないと述べている。松田はシナリオの分量の割には濃厚な内容だったと述べ、珍妙な世界観と簡素な仕様から、HYPERSPACE（Tabletの姉妹ブランド）系のゲームであるとしている。